# Färöischer Fußballpokal 2015
Der Färöische Fußballpokal 2015, ebenfalls bekannt als Løgmanssteypið 2015, fand zwischen dem 28. März und 29. August 2015 statt und wurde zum 61. Mal ausgespielt. Im Endspiel, welches im Tórsvøllur-Stadion in Tórshavn auf Kunstrasen ausgetragen wurde, siegte Titelverteidiger Víkingur Gøta mit 3:0 gegen NSÍ Runavík und konnte den Pokal somit zum vierten Mal in Folge gewinnen. Zudem nahm Víkingur Gøta dadurch an der 1. Qualifikationsrunde zur UEFA Europa League 2016/17 teil.
Víkingur Gøta und NSÍ Runavík belegten in der Meisterschaft die Plätze drei und zwei. Für Víkingur Gøta war es der fünfte Sieg bei der fünften Finalteilnahme, für NSÍ Runavík die fünfte Niederlage bei der siebten Finalteilnahme.

## Teilnehmer
Teilnahmeberechtigt sind alle 18 A-Mannschaften der vier färöischen Ligen. Im Einzelnen sind dies:
| Effodeildin | 1. Deild                                             | 2. Deild                      | 3. Deild  |
| --- | ---------------------------------------------------- | ----------------------------- | --------- |
| AB Argir B36 Tórshavn EB/Streymur FC Suðuroy HB Tórshavn ÍF Fuglafjørður KÍ Klaksvík NSÍ Runavík TB Tvøroyri Víkingur Gøta | 07 Vestur B68 Toftir B71 Sandur MB Miðvágur Skála ÍF | FF Giza/FC Hoyvík Royn Hvalba | Undrið FF |

## Modus
Sämtliche Erstligisten sowie alle Zweitligisten bis auf 07 Vestur waren für die 1. Runde gesetzt. Die verbliebenen unterklassigen Mannschaften spielten in einer Runde die restlichen beiden Teilnehmer aus. Alle Runden werden im K.-o.-System ausgetragen.

## Qualifikationsrunde
Die Partien der Qualifikationsrunde fanden am 28. März und 1. April statt.
|             | Ergebnis     |                   |
| ----------- | ------------ | ----------------- |
| Royn Hvalba | 0:1 (0:1)    | 07 Vestur         |
| Undrið FF   | 10:5 (0:3) 1 | FF Giza/FC Hoyvík |

## 1. Runde
Die Partien der 1. Runde fanden am 6. April statt.
|                 | Ergebnis  |                   |
| --------------- | --------- | ----------------- |
| 07 Vestur       | 1:2 (0:1) | AB Argir          |
| B36 Tórshavn    | 2:1 (2:0) | TB Tvøroyri       |
| EB/Streymur     | 3:2 (2:1) | KÍ Klaksvík       |
| HB Tórshavn     | 1:0 (0:0) | Skála ÍF          |
| ÍF Fuglafjørður | 5:0 (2:0) | B71 Sandur        |
| MB Miðvágur     | 0:3 (0:0) | FF Giza/FC Hoyvík |
| NSÍ Runavík     | 2:1 (2:1) | FC Suðuroy        |
| Víkingur Gøta   | 4:0 (2:0) | B68 Toftir        |

## Viertelfinale
Die Viertelfinalpartien fanden am 21. und 22. April statt.
|                   | Ergebnis                         |               |
| ----------------- | -------------------------------- | ------------- |
| FF Giza/FC Hoyvík | 1:4 (1:0) 1                      | HB Tórshavn   |
| B36 Tórshavn      | 4:0 (3:0)                        | EB/Streymur   |
| ÍF Fuglafjørður   | 3:3 n. V. (2:2, 0:2) (8:9 i. E.) | Víkingur Gøta |
| NSÍ Runavík       | 2:2 n. V. (0:0, 0:0) (5:4 i. E.) | AB Argir      |

## Halbfinale
Die Hinspiele im Halbfinale fanden am 21. Mai statt, die Rückspiele am 3. und 4. Juni.
|               | Gesamt |              | Hinspiel  | Rückspiel    |
| ------------- | ------ | ------------ | --------- | ------------ |
| NSÍ Runavík   | 2:0    | HB Tórshavn  | 1:0 (0:0) | 11:0 (0:0) 1 |
| Víkingur Gøta | 2:1    | B36 Tórshavn | 0:1 (0:1) | 2:0 (1:0)    |

## Finale
| Paarung        | NSÍ Runavík – Víkingur Gøta |
| Ergebnis       | 0:3 (0:2) |
| Datum          | 29. August 2015 |
| Stadion        | Tórsvøllur, Tórshavn |
| Zuschauer      | 3367 |
| Schiedsrichter | Eiler Rasmussen (Argir) |
| Tore           | 0:1 Súni Olsen (10.) 0:2 Gert Aage Hansen (32.) 0:3 Heðin Hansen (58.) |
| NSÍ Runavík    | András Gángó – Monrad Jacobsen, Jens Joensen, Einar Tróndargjógv, Pól Jóhannus Justinussen, Hákun Edmundsson (51. Haraldur Højgaard) – Jann Martin Mortensen (64. Jónhard Frederiksberg), Árni Frederiksberg, Johan Jacobsen (46. Christian Høgni Jacobsen), Jonleif Højgaard – Klæmint Olsen Cheftrainer: Trygvi Mortensen |
| Víkingur Gøta  | Túri Géza Tamas – Hanus Jacobsen, Atli Gregersen , Gert Hansen – Súni Olsen (75. Páll Joensen), Erling Jacobsen, Gunnar Vatnhamar (83. Filip Djordjevic), Sámal Jákup Joensen, Heðin Hansen (64. Dánjal Pauli Lervig), Sølvi Vatnhamar – Finnur Justinussen Cheftrainer: Sigfríður Clementsen                               |
| Gelbe Karten   | keine – Heðin Hansen, Sølvi Vatnhamar, Finnur Justinussen |
| Platzverweise  | Árni Frederiksberg (38.) – keine |

## Torschützenliste
Bei gleicher Anzahl von Treffern sind die Spieler nach dem Nachnamen alphabetisch geordnet.
| Platz | Spieler             | Verein            | Tore |
| ----- | ------------------- | ----------------- | ---- |
| 1     | Łukasz Cieślewicz   | B36 Tórshavn      | 04   |
| 1     | Klæmint Olsen       | NSÍ Runavík       | 04   |
| 3     | Finnur Justinussen  | Víkingur Gøta     | 03   |
| 3     | Ahmed Keita         | FF Giza/FC Hoyvík | 03   |
| 5     | Heðin Hansen        | Víkingur Gøta     | 02   |
| 5     | Kristoffur Jakobsen | ÍF Fuglafjørður   | 02   |
| 5     | Leivur Joensen      | FF Giza/FC Hoyvík | 02   |